# Chitose Is in the Ramune Bottle
Chitose Is in the Ramune Bottle (яп. 千歳くんはラムネ瓶のなか Титосэ-кун ва рамунэ бин но нака, «Титосэ внутри бутылки рамунэ»), также кратко Chiramune (яп. チラムネ Тирамунэ) — ранобэ, написанное Хирому и проиллюстрированное raemz. Издательство Shogakukan к августу 2025 года выпустило под своим импринтом Gagaga Bunko девять томов основной серии и два сборника рассказов. Адаптация ранобэ в формате манги с иллюстрациями Bobcat публиковалась в сервисе цифровой манги Manga Up! издательства Square Enix с апреля 2020 по февраль 2025 года и была издана в восьми томах-танкобонах. В августе 2024 года состоялся анонс аниме-сериала, премьера которого запланирована на октябрь 2025 года.

## Синопсис
Старшеклассник Саку Титосэ — самый популярный парень в школе «Фудзи», префектура Фукуи, которого постоянно окружают красивые девушки, что вызывает зависть у окружающих. Несмотря на завистников, Титосэ был в конечном итоге выбран старостой своего класса. Учитель Кураносукэ Иванами поручает Титосэ помочь Кэнте Ямадзаки, ставшим хикикомори после того, как его бросила девушка, вернуться в школу.

## Персонажи
Саку Титосэ (яп. 千歳 朔 Титосэ Саку)
Сэйю: Сёго Саката
Юко Хиираги (яп. 柊夕 湖 Хиираги Ю:ко)
Сэйю: Манака Ивами
Юа Утида (яп. 内田 優空 Утида Юа)
Сэйю: Хина Ёмия
Юдзуки Нанасэ (яп. 七瀬 悠月 Нанасэ Юдзуки)
Сэйю: Икуми Хасэгава
Хару Аоми (яп. 青海 陽 Аоми Хару)
Сэйю: Руми Окубо
Асука Нисино (яп. 西野 明日風 Нисино Асука)
Сэйю: Тика Андзай

## Медиа

### Ранобэ
Chitose Is in the Ramune Bottle, написанное Хирому и проиллюстрированное raemz, выпускается под импринтом Gagaga Bunko издательства Shogakukan с 18 июня 2019 года. По данным на август 2025 года было выпущено девять томов основной серии и два сборника рассказов.
В июле 2021 года американское издательство Yen Press объявило о приобретении прав на выпуск ранобэ на английском языке.
В 2022 году правительство города Фукуи выделило 6 миллионов иен на совместную с ранобэ кампанию поп-культурного туризма.

#### Список томов
| №    | Дата публикации     | ISBN                                               |
| ---- | ------------------- | -------------------------------------------------- |
| 01   | 18 июня 2019 г.     | ISBN 978-4-0945-1796-5                             |
| 02   | 18 октября 2019 г.  | ISBN 978-4-0945-1816-0                             |
| 03   | 17 апреля 2020 г.   | ISBN 978-4-0945-1841-2                             |
| 04   | 18 сентября 2020 г. | ISBN 978-4-0945-1866-5                             |
| 05   | 20 апреля 2021 г.   | ISBN 978-4-0945-1899-3 ISBN 978-4-0945-3005-6 (СИ) |
| 06   | 19 сентября 2021 г. | ISBN 978-4-0945-3022-3                             |
| 06,5 | 18 марта 2022 г.    | ISBN 978-4-0945-3060-5                             |
| 07   | 18 августа 2022 г.  | ISBN 978-4-0945-3085-8                             |
| 08   | 20 июня 2023 г.     | ISBN 978-4-0945-3126-8 ISBN 978-4-0945-3132-9 (СИ) |
| 09   | 20 августа 2024 г.  | ISBN 978-4-0945-3203-6                             |
| DoES | 20 августа 2025 г.  | ISBN 978-4-0945-3257-9                             |

### Манга
Адаптация ранобэ в формат манги, иллюстратором которой стал Bobcat, публикуется в сервисе цифровой манги Manga Up! издательства Square Enix с 12 апреля 2020 года. 28 декабря 2024 года была опубликована первая из четырёх частей финальной главы манги; публикация последней части состоялась 8 февраля 2025 года. Всего главы манги были скомпонованы в восемь томов-танкобонов.
На территории США манга лицензирована издательством Yen Press.

#### Список томов
| №  | Дата публикации     | ISBN                   |
| -- | ------------------- | ---------------------- |
| 01 | 18 сентября 2020 г. | ISBN 978-4-7575-6849-5 |
| 02 | 5 февраля 2021 г.   | ISBN 978-4-7575-7078-8 |
| 03 | 19 августа 2021 г.  | ISBN 978-4-7575-7427-4 |
| 04 | 18 марта 2022 г.    | ISBN 978-4-7575-7788-6 |
| 05 | 7 ноября 2022 г.    | ISBN 978-4-7575-8233-0 |
| 06 | 6 июля 2023 г.      | ISBN 978-4-7575-8642-0 |
| 07 | 19 августа 2024 г.  | ISBN 978-4-7575-9334-3 |
| 08 | 7 марта 2025 г.     | ISBN 978-4-7575-9714-3 |

### Аниме
Об адаптации сюжета ранобэ в формат аниме-сериала стало известно 9 августа 2024 года. Его производством занялась студия Feel, на должность режиссёра был назначен Юдзи Токуно, сценаристами стали Нарухиса Аракава и Хирому, а дизайнером персонажей — Сумиэ Киносита. Премьера запланирована на октябрь 2025 года. Предпремьерные показы первой серии пройдут в сентябре в Фукуи и Токио.

## Приём

### Продажи и критика
В марте 2020 года ранобэ заняло второе место в категории «Лучший бункобон» гран-при Ranobe Suki Shotenin Taisho.
К началу ноября 2020 года общий тираж ранобэ достиг 200 тысяч проданных копий. По данным на февраль 2021 года общий тираж ранобэ составил более 280 тысяч копий.
Демельза с сайта Anime UK News сравнила сюжет первого тома с серией Bottom-tier Character Tomozaki, посчитав его «достаточно интересным», однако сильно раскритиковала главного героя, охарактеризовав его как «совершенно невыносимого» и «мерзкого», в результате поставив первому тому пять баллов из десяти.

### Kono Light Novel ga Sugoi!
Ранобэ несколько раз включалось в рейтинги ежегодного справочника Kono Light Novel ga Sugoi! издательства Takarajimasha.
| Год  | Позиция    | Категория                               | Прим.  |
| ---- | ---------- | --------------------------------------- | ------ |
| 2020 | 8-е место  | Лучшая новая работа                     | [ 39 ] |
| 2020 | 19-е место | Лучшее ранобэ в формате бункобона       | [ 39 ] |
| 2021 | 1-е место  | Лучшее ранобэ в формате бункобона       | [ 40 ] |
| 2021 | 4-е место  | Лучший мужской персонаж (Титосэ Саку)   | [ 41 ] |
| 2022 | 1-е место  | Лучшее ранобэ в формате бункобона       | [ 42 ] |
| 2022 | 8-е место  | Лучший женский персонаж (Хару Аоми)     | [ 43 ] |
| 2022 | 9-е место  | Лучший женский персонаж (Юдзуки Нанасэ) | [ 43 ] |
| 2022 | 2-е место  | Лучший мужской персонаж (Титосэ Саку)   | [ 43 ] |
| 2022 | 2-е место  | Лучший иллюстратор (raemz)              | [ 43 ] |
| 2023 | 2-е место  | Лучшее ранобэ в формате бункобона       | [ 44 ] |
| 2023 | 7-е место  | Лучший женский персонаж (Юдзуки Нанасэ) | [ 45 ] |
| 2023 | 2-е место  | Лучший мужской персонаж (Титосэ Саку)   | [ 45 ] |
| 2023 | 2-е место  | Лучший иллюстратор (raemz)              | [ 45 ] |
| 2023 | Победа     | Зал славы ранобэ                        | [ 46 ] |
| 2024 | 8-е место  | Лучший мужской персонаж (Титосэ Саку)   | [ 47 ] |
| 2024 | 4-е место  | Лучший иллюстратор (raemz)              | [ 47 ] |
| 2025 | 8-е место  | Лучший иллюстратор (raemz)              | [ 48 ] |